# Trogoxylon ingae
Trogoxylon ingae är en skalbaggsart som beskrevs av Santoro 1956. Trogoxylon ingae ingår i släktet Trogoxylon och familjen kapuschongbaggar. Inga underarter finns listade i Catalogue of Life.

## Bildgalleri

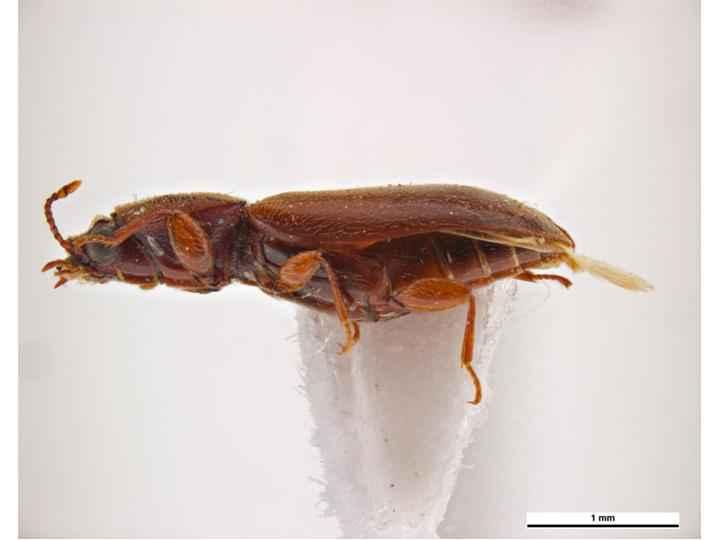